# Ellesmere Island
Ellesmere Island (deutsch Ellesmere-Insel; Inuktitut Umingmak Nuna, „Land der Moschusochsen“) ist die nördlichste und größte Insel der Königin-Elisabeth-Inseln Kanadas im Kanadisch-Arktischen Archipel und ist Teil des kanadischen Territoriums Nunavut. Mit einer Größe von 196.236 km2  ist sie die drittgrößte Insel Kanadas und die zehntgrößte Insel der Erde.
Wesentlich zum Wissen über Ellesmere Island beigetragen haben Adolphus Greely (1844–1935), Otto Sverdrup (1854–1930) und Walter Elmer Ekblaw (1882–1949). In moderner Zeit war Geoffrey Hattersley-Smith (1923–2012) als Geologe und Glaziologe ein Pionier der modernen Arktisforschung.

## Geographie
Die 820 km lange und 440 km breite Insel wird im Westen durch den Nansen Sound und den stellenweise nur neun Kilometer breiten Eureka Sound von der Axel-Heiberg-Insel getrennt, im Süden trennt sie der Jonessund von Devon Island; das Ufer dieser Nachbarinsel rückt stellenweise auf 14 Kilometer heran. Im Osten liegt zwischen Ellesmere Island und Nordgrönland die teilweise nur 22 Kilometer breite Nares-Straße. Im Nordosten und im Norden liegen zwischen Ellesmere Island und dem Nordpol nur die Lincolnsee und der offene Arktische Ozean.

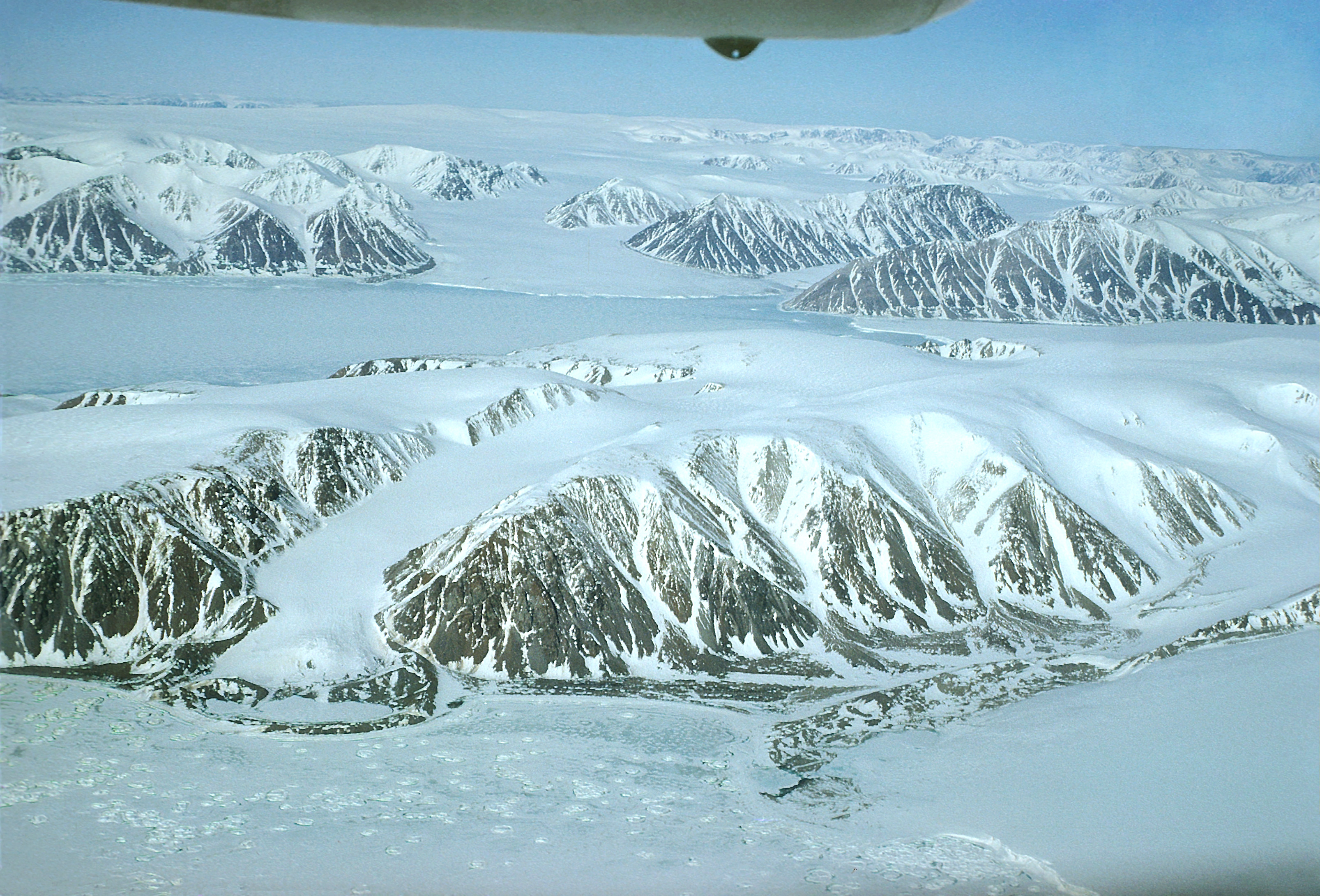
Gletscher im Südosten von Ellesmere Island

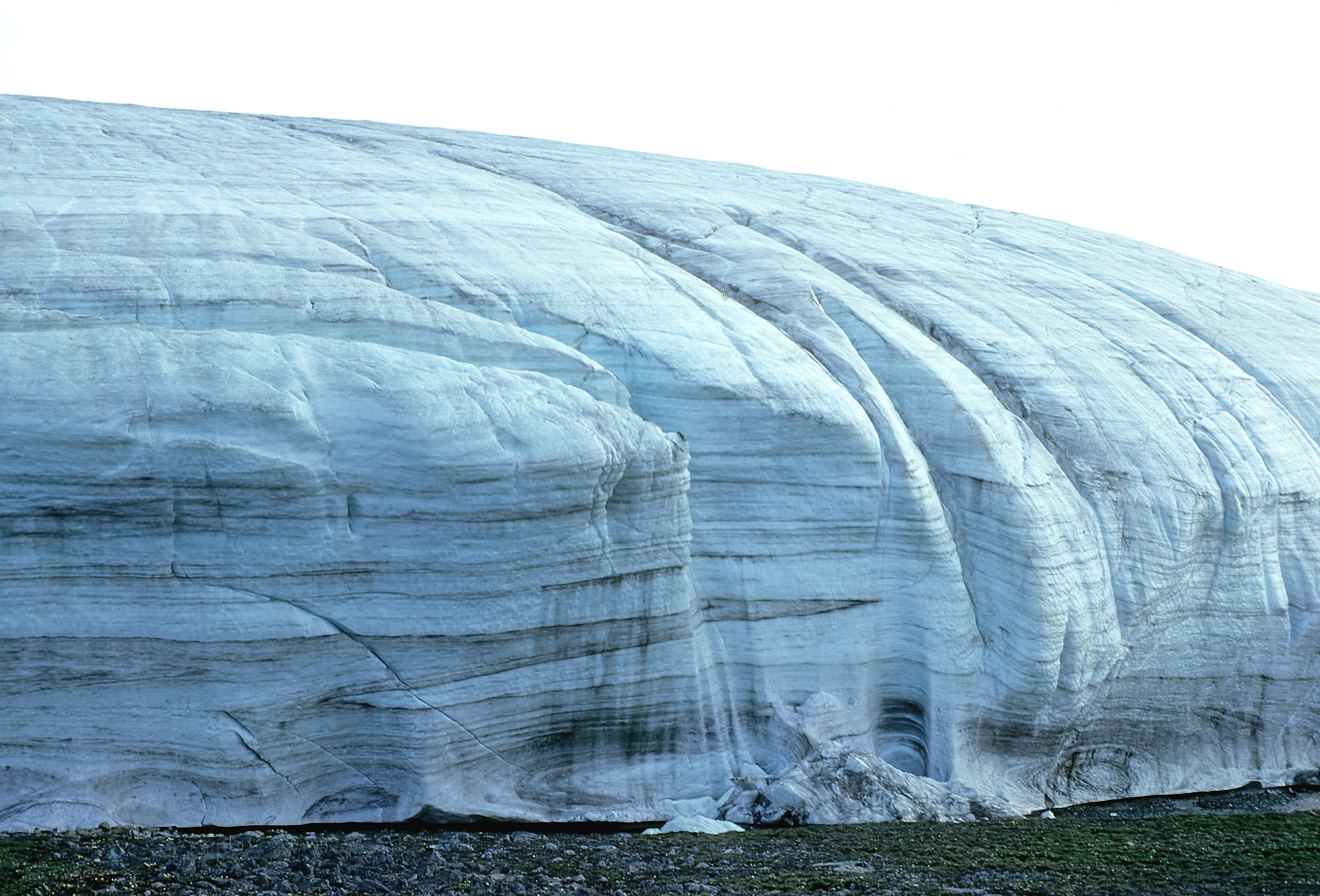
Ein Wasserfall stürzt über die steile, 6 km breite und bis zu 40 m hohe Gletscherstirn des vorstoßenden Webber-Gletschers. Basales Moränenmaterial wird dabei entlang von Scherflächen in das Gletschereis integriert und verfaltet. Borup Fjord-Gebiet, Grant Land, Nord-Ellesmere Island, 20. Juli 1978

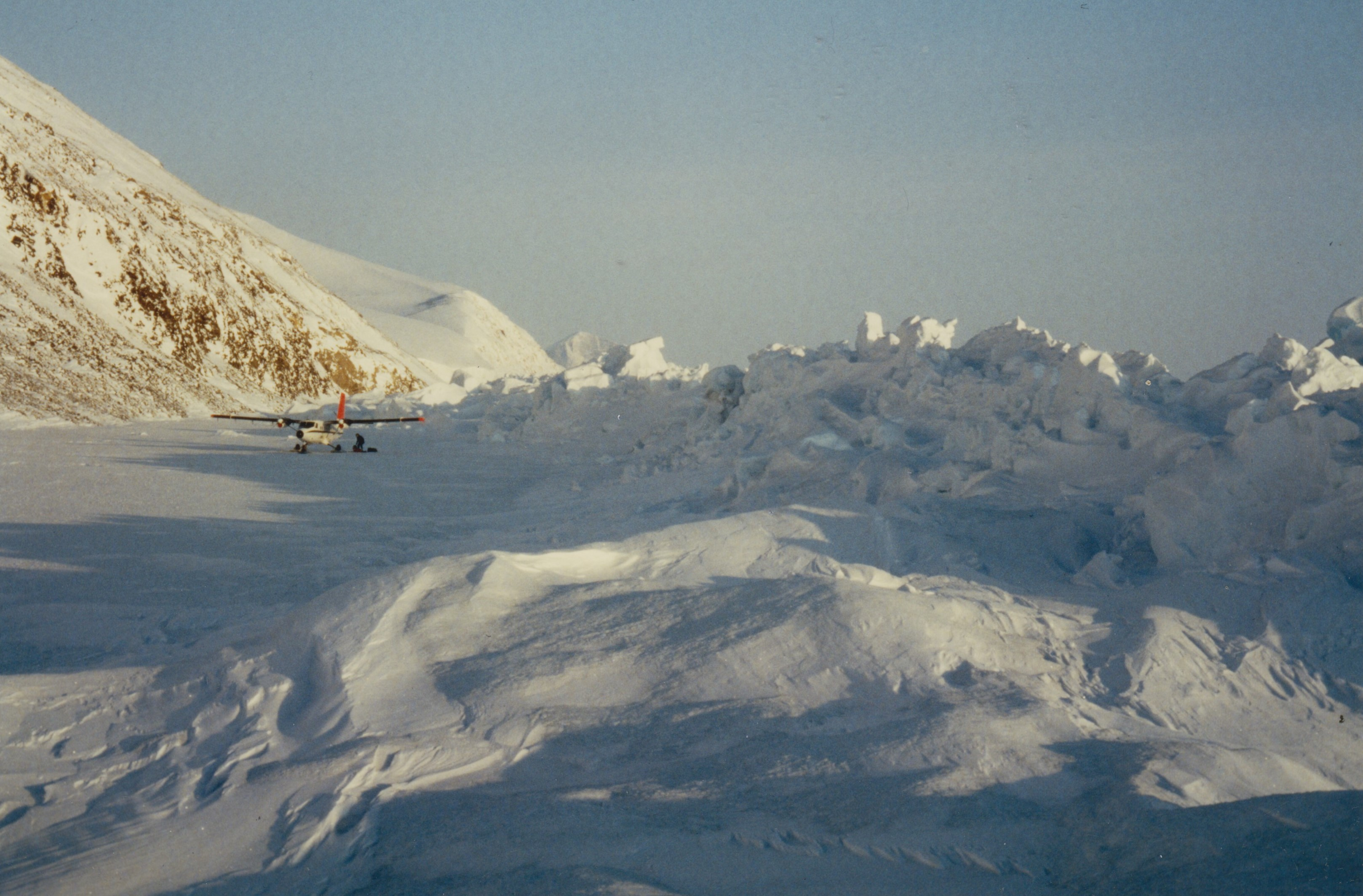
Das Packeis des Arktischen Ozeans staut sich vor Kap Columbia, dem nördlichsten Punkt von Ellesmere Island

Die Oberfläche der Insel ist knapp zur Hälfte vergletschert und von mehreren Eisstromnetzen bedeckt: im Süden das Manson Icefield (6.200 km²) und das Sydkap (3.700 km²), in der Mitte die Prince of Wales Mountains (20.700 km²) und die Agassiz-Eiskappe (21.000 km²) und im Norden das Northern Ellesmere Icefield (24.400 km²).
Der Küstenverlauf der Insel ist durch zahlreiche Fjorde gekennzeichnet. Über weite Teile der Insel ziehen sich Gebirge der Arktischen Kordillere. Der nördlichste Punkt der Insel, Kap Columbia auf 83° 6′ N, ist zugleich der nördlichste Punkt Kanadas und 769 km vom Nordpol entfernt.
Große Schelfeisgebiete entstehen dort, wo mächtige Gletscherzungen oder Inlandeismassen vom Festland weit in das Meer hinaus reichen, z. B. in der Antarktis und Grönland. Im Unterschied dazu haben sich entlang der Nordküste von Ellesmere Island an mehreren Stellen bis zu 80 m dicke Schelfeisplatten aus Meereis (Festeis) gebildet. Untersuchungen haben gezeigt, dass das Schelfeis des Ward Hunt Eisschelfs ein Alter bis zu 3000 Jahren aufweist. Durch den Klimawandel und die polare Drift der nur wenige Meter dicken Arktischen Eiskappe entlang des Ward Hunt Eisschelfs wurden 1961/62 Teile des Eisschelfs in das polare Packeis integriert und wanderten als Eisinseln über viele Jahre hinweg im Packeis mit. Andere Teile des Ward Hunt Schelfeises zerbrachen im Sommer 2002. Das Schelfeis um Ellesmere Island hat in den letzten 50 Jahren um mehrere hundert Quadratkilometer abgenommen. Seit der ersten Erkundung der Insel 1906 hat sich das Schelfeis um etwa 90 % reduziert und wird sich im Rahmen der globalen Erwärmung wohl weiter verkleinern. Der Ward Hunt Eisschelf ist Teil des Quttinirpaaq-Nationalparks.
Im Norden der Insel, dem Grant Land, ragen die Gipfel mehrerer aus Sedimentgestein bestehenden Gebirgsketten wie die Challenger Mountains oder das British Empire Range, aus der bis zu 900 m dicken Eisschicht. Dort befindet sich die Barbeau-Spitze, der mit 2.616 m höchste Berg der Insel und zugleich des Territoriums Nunavut.
In Richtung Süden flacht die Landschaft mit dem Hazen Plateau zunächst etwas ab. Der dort befindliche Lake Hazen ist der größte See in der Arktis. Anschließend steigt das Gelände wieder bis auf 2.000 m an.
Neben dem Lake Hazen sind weitere Seen auf Ellesmere Island (Auswahl): Lac Heintzelman, Lac Craig, Lac Tuborg (alias Lake Tuborg), Lac Ekblaw, Lac Yelverton, Lac Thores (siehe Lake Hazen: Karte); sowie die beiden meromiktischen Seen
Lake A und
Lake C (alias C1); Lake C2, C3 und weitere.

## Bevölkerung

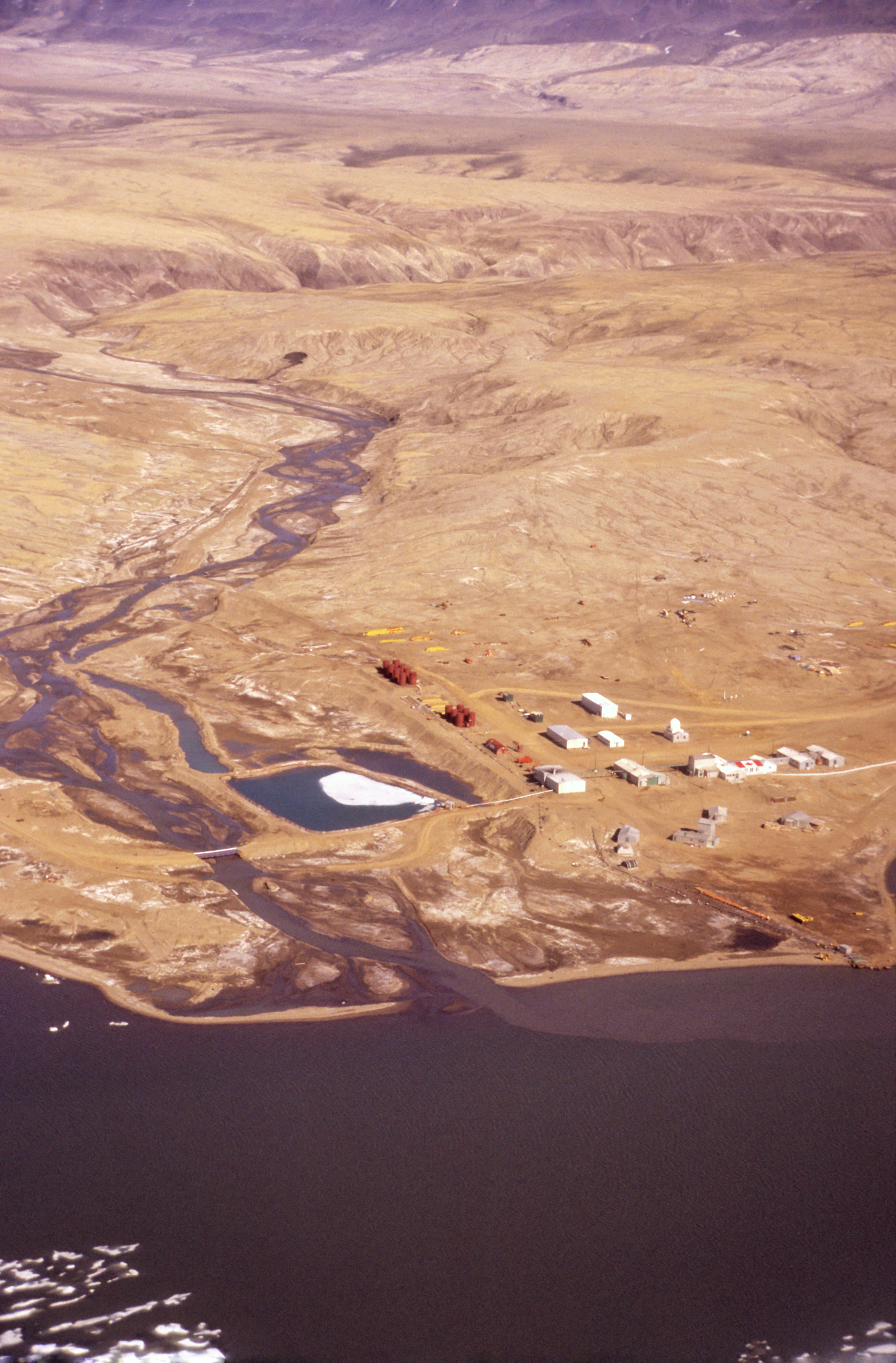
Luftaufnahme von Eureka, Ellesmere Island, 26. Juni, 1988

Im Süden der Insel Ellesmere befindet sich die Siedlung Grise Fiord, deren Bevölkerungszahl 2021 144 Personen betrug. Die permanent besetzte Wetterstation Eureka mit dem Arctic Stratospheric Ozone Observatory (AStrO) und dem Polar Environment Atmospheric Research Laboratory (PEARL) liegt 480 km nördlich davon. Der Militärstützpunkt Alert der kanadischen Luftwaffe, dessen Besatzung mit etwa 55 Soldaten und 5 Zivilisten angegeben wird, liegt 800 km nordnordöstlich von Grise Fiord.

## Klima, Flora und Fauna

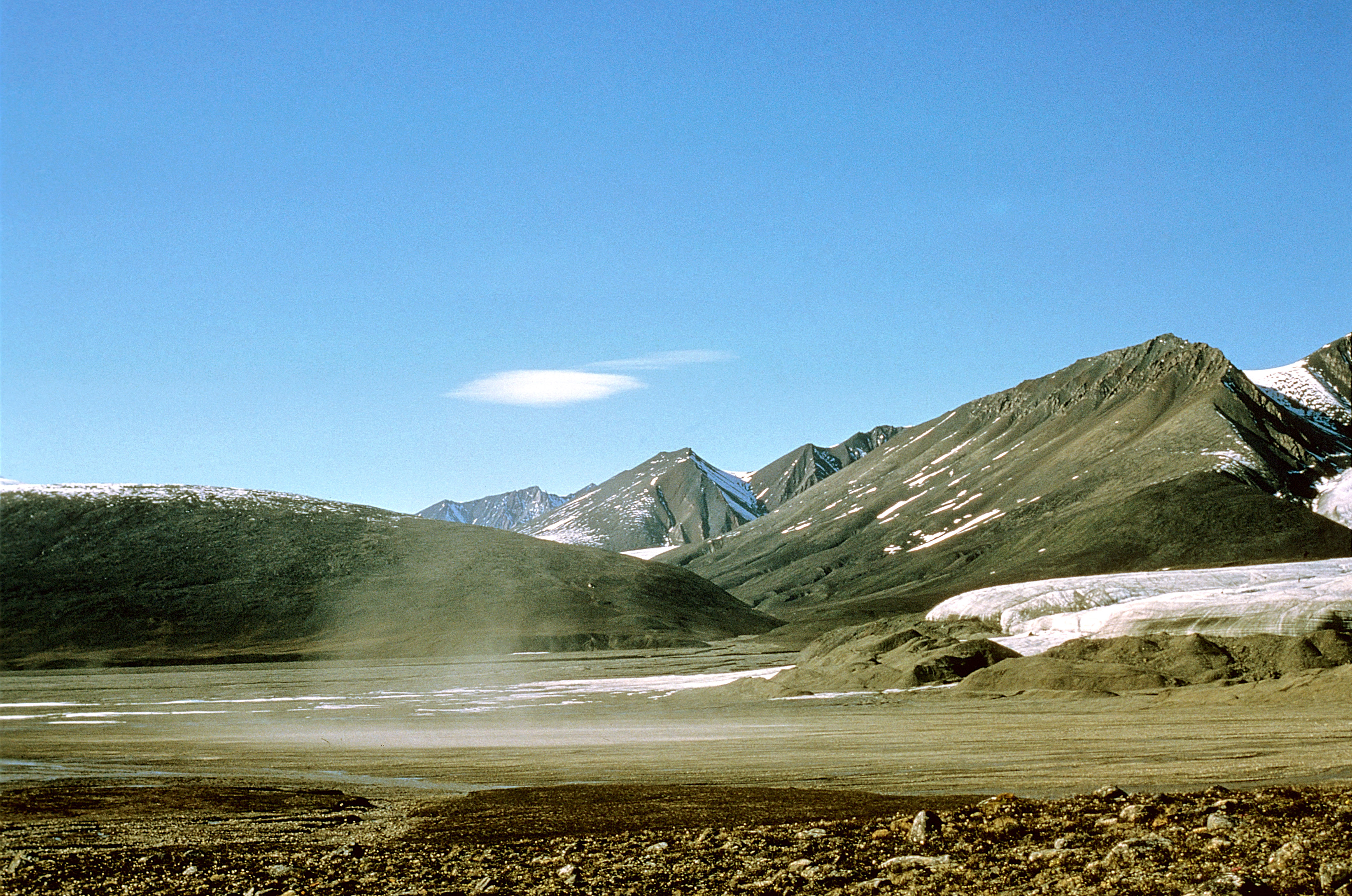
Stauchmoräne vor dem vorstoßenden Carl Troll-Gletscher, Borup Fjord-Gebiet im Norden der Insel Ellesmere (Grant Land). Das sonnige Wetter mit Lufttemperaturen bis 20 °C verursacht eine Sandhose in der trockenen Sanderfläche. Aufnahme vom 4. August, 1978

Klima und Vegetation zeigen auf Ellesmere Island sehr starke Unterschiede. Die Küstengebiete sind zumeist klassische Kältewüsten. Verursacht durch häufigen Nebel und dadurch fehlende Strahlung im kurzen arktischen Sommer fehlt höhere Vegetation weitgehend, und die Gebiete hinterlassen oft einen wüstenhaften Eindruck. In der Nordhälfte von Ellesmere Island liegt jedoch ein von hohen Gebirgen umgebener klimatischer Gunstraum, wozu auch die schützenden Gebirge auf der westlich anschließenden Insel Axel Heiberg beitragen. Dieses mehrere 10.000 km² große Gebiet erstreckt sich von Eureka über Tanquary bis zum Lake Hazen. Da hier die Sonne mehr als drei Monate hinweg über dem Horizont bleibt, treten entsprechend hohe Luft- und Bodentemperaturen auf. Die an den amtlichen Wetterstationen seit 1947 gemessenen, langjährigen Julimittel der Lufttemperatur liegen hier zwischen 5 und 8,5 °C, und die Tagesmaxima der Lufttemperatur können Werte bis zu 18 °C erreichen. Bei genügendem Wasserangebot (Stauwasser über Permafrost, Schmelzwasser) und entsprechend nährstoffreichen Böden kann sich in diesem nur rund 1000 km vom Nordpol entfernten Gunstraum eine anspruchsvolle Vegetation mit über 100 Arten von Gefäßpflanzen entwickeln. Von Mitte Juli bis Mitte August blüht an entsprechend günstigen Standorten die Tundra, mit u. a. Arktischer Weide, Arktischem Mohn, Vierkantiger Schuppenheide (Maiglöckchenheide), zahlreichen Steinbrech-Arten, Läusekräutern, Schmalblättrigem Wollgras, Stängellosem Leimkraut und Weißem Silberwurz. Dies erlaubt auch eine reiche Tierwelt. Zur Fauna gehören Moschusochsen, Karibus, Polarfüchse, Polarwölfe, Polarhasen, Lemminge und verschiedene Vogelarten wie Schneeeulen, Gerfalken und Kanadagänse. Dieser Teil der Insel steht seit 1988 als Quttinirpaaq-Nationalpark unter Naturschutz.

## Geschichte
Die Insel war schon vor mindestens 4000 Jahren von Vorfahren der Inuit besiedelt. Um das Jahr 1000 n. Chr. wurde sie möglicherweise von einer Wikingerexpedition unter Leif Eriksson besucht.
In der Neuzeit wurde die Insel 1616 von William Baffin und Robert Bylot entdeckt. Es ist nicht bekannt, ob Baffin dabei auf Ellesmere Island landete, oder auf den benachbarten Inseln Coburg Island oder Devon Island. 1818 wurde sie von  John Ross gesichtet. Die erste gesicherte Landung wurde 1849 vom Walfänger John Gravill (1802–1866) an der Südküste durchgeführt. 1852 wurde sie von Inglefields Expedition nach Francis Egerton, 1. Earl of Ellesmere, dem damaligen Präsidenten der Royal Geographical Society, benannt.
1922 eröffnete die Royal Canadian Mounted Police einen Außenposten am Craig Harbour an der Südküste. 1956 zog diese Niederlassung an den Grise Fiord um, wo mehrere Inuit-Familien angesiedelt wurden. Von 1926 bis 1933 unterhielt die Royal Canadian Mounted Police auch einen Posten auf der Bache-Halbinsel, seinerzeit die weltweit nördlichste dauerhafte Ansiedlung.
Mit Beginn des Kalten Kriegs wurden im Rahmen der Operation Nanook zwei Wetterstationen auf der Insel eingerichtet: zunächst Eureka (1947) und anschließend Alert (1950), die später zu einem Militärstützpunkt erweitert wurde. Alert, an der Nordküste auf 82° 30′ N gelegen, ist die nördlichste dauerhaft bewohnte menschliche Ansiedlung.

## Paläontologie
Im Sedimentgestein der Ellesmere-Insel wurden 2006 die bis heute einzigen Fossilien des Tiktaalik gefunden, eines Fleischflossers, der ein Bindeglied zwischen Fischen und Landbewohnern darstellt. Bedeutend sind auch die Fossilreste der Margaret-Formation, die es ermöglichen, ein Biotop zu rekonstruieren, welches im Eozän vor rund 50 Millionen Jahren unter subtropischen Klimaverhältnissen bestanden hat.